# Рубэ, Франсуа де
Франсуа́ Поль Лео́н де Рубэ́ (фр. François Paul Léon de Roubaix; 3 апреля 1939, Нёйи-сюр-Сен, О-де-Сен, Франция — 22 ноября 1975, Тенерифе, Канарские острова, Испания) — французский кинокомпозитор, написавший музыку к более чем 100 фильмам и телешоу, и кинорежиссёр. Обладатель премии «Сезар» 1976 года (посмертно) за лучшую музыку в фильме «Старое ружьё» (фр. Le vieux fusil, 1975) и премии «Сезар» 1977 года (посмертно) за лучший короткометражный игровой фильм (фр. Commentçavaj'menfous ou Les malentendus, 1976, режиссёр). Также на протяжении своей карьеры Франсуа де Рубэ по нескольку раз выступил в качестве актёра, сценариста и оператора. Был другом Пьера Ришара и Робера Энрико.

## Биография
Родился в семье кинопродюсера и кинорежиссёра Поля де Рубэ, занимавшегося в основном съемками короткометражных фильмов, и режиссёра-аниматора Миммы Инделли. Франсуа де Рубэ не имел музыкального образования, но в подростковом возрасте самостоятельно обучился игре на тромбоне, увлекся джазом и выступал с друзьями, в том числе с Пьером Ришаром, в парижских барах. В это время Рубэ подумывал в будущем стать режиссером и не планировал серьезной музыкальной карьеры, но видя интерес сына к музыке, Поль де Рубэ предложил сыну попробовать писать музыку к короткометражным фильмам, что Франсуа и начал с успехом делать. Свой первый саундтрек он написал в 1959 году, начав с короткометражного фильма Prosper le mérou. Затем последовало еще несколько работ в коротком метре, включая фильмы, в создании которых принимал участие Поль де Рубэ. Наконец в 1965 году Франсуа де Рубэ написал музыку к своему первому полнометражному фильму — «Лесорубы» (фр. Les Grandes Gueules). При этом он по-прежнему не терял желания снимать свои собственные фильмы, хотя ему удастся снять в будущем только два короткометражных, за второй он получит посмертно премию «Сезар» в 1977 году за лучший короткометражный игровой фильм.

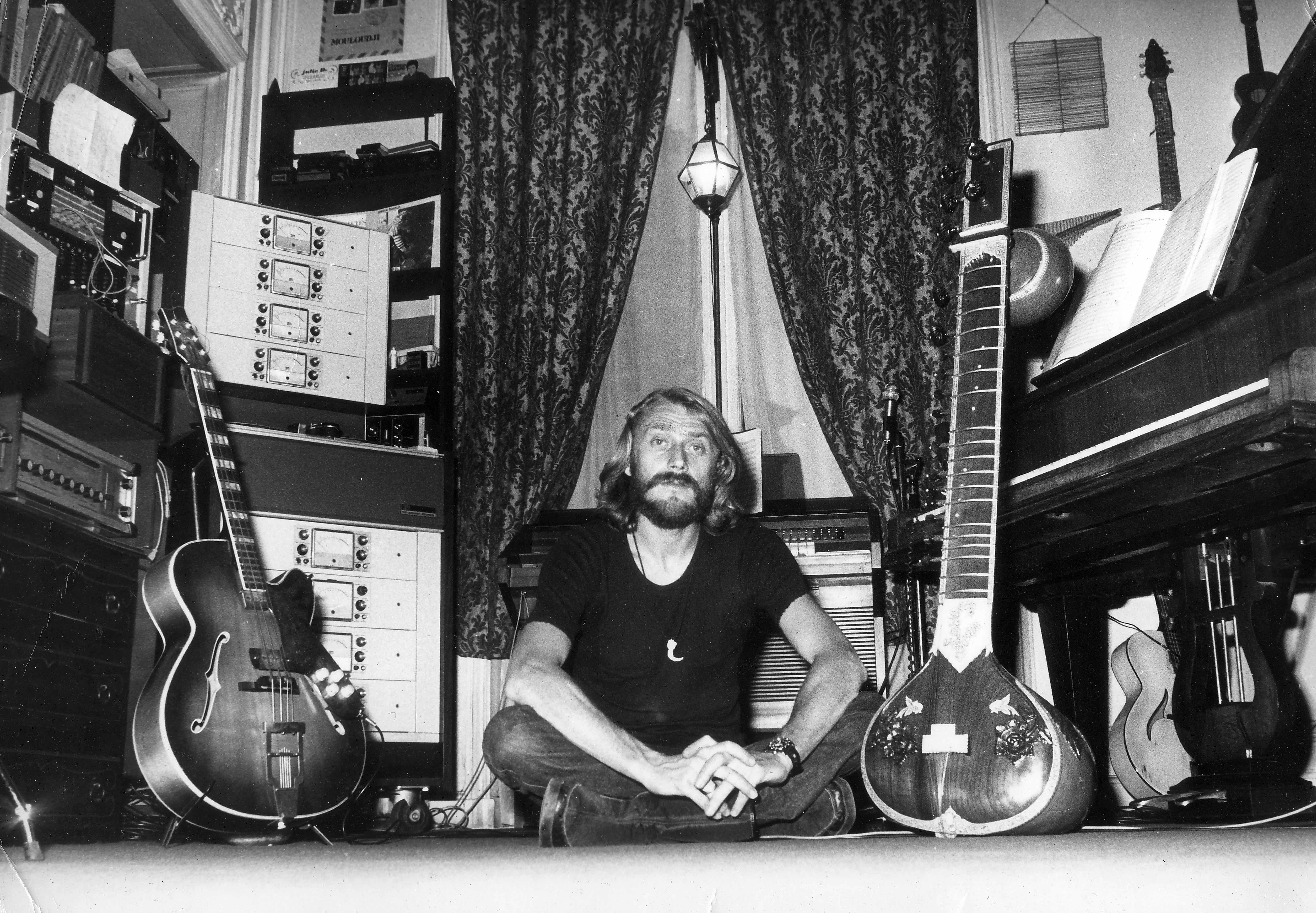
Франсуа де Рубэ в своей домашней студии

Франсуа де Рубэ много экспериментировал в музыке и тяготел к новым музыкальным направлениям. В 1972 году он открыл в своей парижской квартире на улице Курсель одну из первых домашних студий звукозаписи с восемью дорожками, где в основном и работал. Научился играть на множестве музыкальных инструментов. Ему много помогал звукорежиссер Жан-Пьер Пеллисье, игравший также на струнных и барабанах.
В расцвете своей карьеры Франсуа де Рубэ работает с целым поколением новых режиссеров кино (Робер Энрико, Жозе Джованни, Жан-Пьер Мельвиль, Ив Буассе, Жан-Пьер Моки, Серж Корбер и другими), также де Рубэ пишет музыку для телевидения, в том числе для телесериала «Комиссар Мулен» и для многочисленных рекламных роликов.

## Случайная смерть
Франсуа де Рубэ погиб в результате несчастного случая во время ныряния с аквалангом. Подводным плаванием были очень увлечены его родители и передали свою страсть сыну с детства.
Трагедия произошла у побережья Канарских островов, куда композитор прибыл пятью днями ранее со своей последней гражданской женой Розарио и маленьким сыном Бенджамином. В тот день в сопровождении своего друга-музыканта и инструктора по дайвингу Хуана Бенитеса он отправился в опасную подводную пещеру на глубине 25 метров, чтобы сделать фотографии для книги, которую готовил. В тот день они допустили неосторожность нырять без страховочного троса. Cделав несколько фотографий, на обратном пути двое мужчин заблудились из-за высокой мутности воды, вызванной поднимающимся песком. Их запас воздуха иссяк прежде, чем они успели вернуться на поверхность.
У Франсуа де Рубе осталась десятилетняя дочь Патрисия де Рубэ и шестимесячный сын Бенджамин де Рубэ, родившийся от Розарио. Могила Франсуа де Рубэ находится на Тенерифе на кладбище города Лос-Кристианос.
В день, когда Франсуа де Рубэ должен был отпраздновать свое 37-летие, он посмертно получил премию «Сезар» за лучшую музыку к фильму. Награда была вручена его отцу Полю.

## Наиболее известные работы в кино в качестве композитора
- 1965 — Лужёные глотки / Les grandes gueules
- 1965 — Деньги от призрака / La redevance du fantôme
- 1966 — Пройдохи / Les combinards
- 1967 — Рыцари неба (телесериал, 1967–1970) / Les chevaliers du ciel
- 1967 — Искатели приключений / Les aventuriers
- 1967 — Пекинская блондинка / La blonde de Pékin
- 1967 — Дьявольски ваш / Diaboliquement vôtre
- 1967 — Самурай / Le Samouraï
- 1967 — Тётя Зита / Tante Zita
- 1967 — Закон выжившего / La loi du survivant
- 1967 — Связи / Contacts
- 1968 — Пони / Les poneyttes
- 1968 — Прощай, друг / Adieu l'ami
- 1968 — Большая стирка / La grande lessive (!)
- 1968 — Зовите меня «О»! / Ho!
- 1968 — Хищник / Le rapace
- 1969 — Последнее известное место жительства / Dernier domicile connu
- 1969 — Незнакомцы / Les étrangers
- 1969 — Джефф / Jeff
- 1969 — 48 часов любви / Quarante-huit heures d'amour
- 1969 — Свидетель / Le témoin
- 1970 — Кожа Торпедо / La peau de Torpédo
- 1970 — Большая случка / L'étalon
- 1970 — Человек-оркестр / L'homme orchestre
- 1970 — Послушницы / Les novices
- 1970 — Для улыбки / Pour un sourire
- 1970 — Бесконечная нежность / Une infinie tendresse
- 1971 — Друзья / Les amis
- 1971 — Ромовый бульвар / Boulevard du Rhum
- 1971 — Билет в один конец / Un aller simple
- 1971 — Дочери тьмы / Les lèvres rouges
- 1971 — Смертельное поручение / Le saut de l'ange
- 1971 — Куда идёт Том? / Où est passé Tom?
- 1971 — Моргана и рабыни-нимфы / Morgane et ses nymphes
- 1971 — Немножко, больше, страстно / Un peu, beaucoup, passionnément...
- 1971 — Семимильные сапоги / Les bottes de sept lieues
- 1972 — Вожаки / Les caïds
- 1972 — Тише! / Chut!
- 1972 — Клан марсельцев / La scoumoune
- 1973 — Ничего не случилось / R.A.S.
- 1973 — Ангелы / Les anges
- 1974 — Одноглазые короли / Les... borgnes sont rois
- 1974 — Подозреваемые / Les suspects
- 1975 — Старое ружьё / Le vieux fusil
- 1975 — Смерть проводника / Mort d'un guide
- 1976 — Вендетта по-корсикански / Les grands moyens
- 1976 — Комиссар Мулен (телесериал, 1976-1982) / Commissaire Moulin